# Nizjnevartovsk
Nizjnevartovsk (russisk: Нижнева́ртовск, tr. Nizjnevártovsk) er en by i Khanty-Mansíjskij autonome okrug i Urals føderale distrikt i Den Russiske Føderation. Nizjnevartovsk har et areal på 271 km² og 283.256 (2021)indbyggere. Byen ligger i nærheden af Samotlor oliefelt og er et af de største centre for den russiske olieindustri.
I 1960'erne, en periode med hurtig udvikling af byerne i det vestlige Sibirien, voksede Nizjnevartovsk fra en lille by med 2.300(1959) indbyggere til en moderne by med 68.000(1975) indbyggere.
Nizjnevartovsk er den næststørste by i okrugen og en af de få byer i Den Russiske Føderation, der er større end det administrative center, Khanty-Mansijsk, i den føderale enhed, der har 105.995 (2022) indbyggere.

## Geografi
Nizjnevartovsk ligger på den nordlige bred af floden Ob på den Vestsibiriske slette, 30 km fra grænsen til den Tomsk oblast. Tidszonen i Nizjnevartovsk er UTC +5:00, svarende til MSK +2. Via M8, P600, P98, M8, P600 og P98 ligger Nizjnevartovsk 3.100 km øst for Moskva.

### Klima
| J F M A M J J A S O N D 4.3 −20 −35 4.2 −18 −27 5.5 −4 −15 7.3 2 −9 12 11 1 19 18 10 23 22 12 21 18 9 14 10 4 9.8 2 −3 6 −7 −13 4.5 −14 −28 Gennemsnitlige max. og min. temperaturer i °C Nedbørsmængde i mm Kilde: Nizhnevartovsk på Khanty-Mansíjskij autonome okrug |             |            |          |         |          |          |         |         |          |          |             |
| J | F           | M          | A        | M       | J        | J        | A       | S       | O        | N        | D           |
| 4.3 −20 −35 | 4.2 −18 −27 | 5.5 −4 −15 | 7.3 2 −9 | 12 11 1 | 19 18 10 | 23 22 12 | 21 18 9 | 14 10 4 | 9.8 2 −3 | 6 −7 −13 | 4.5 −14 −28 |
| Gennemsnitlige max. og min. temperaturer i °C |             |            |          |         |          |          |         |         |          |          |             |
| Nedbørsmængde i mm |             |            |          |         |          |          |         |         |          |          |             |
| Kilde: Nizhnevartovsk på Khanty-Mansíjskij autonome okrug |             |            |          |         |          |          |         |         |          |          |             |

| J                                                         | F           | M          | A        | M       | J        | J        | A       | S       | O        | N        | D           |
| 4.3 −20 −35                                               | 4.2 −18 −27 | 5.5 −4 −15 | 7.3 2 −9 | 12 11 1 | 19 18 10 | 23 22 12 | 21 18 9 | 14 10 4 | 9.8 2 −3 | 6 −7 −13 | 4.5 −14 −28 |
| Gennemsnitlige max. og min. temperaturer i °C             |             |            |          |         |          |          |         |         |          |          |             |
| Nedbørsmængde i mm                                        |             |            |          |         |          |          |         |         |          |          |             |
| Kilde: Nizhnevartovsk på Khanty-Mansíjskij autonome okrug |             |            |          |         |          |          |         |         |          |          |             |

Nizhnevartovsk har subpolart fastlandsklima. Klimaet er præget af lange vintre med længerevarende snedække (200-210 dage), sent forår og tidlig efterårsfrost, kort frostfri periode på 100-110 dage og korte sommer på 10-14 uger.
Under den kolde periode falder omkring 20% af det årlige nedbør. Det meste af årets nedbør falder i sommermånederne fra juni til august. Nogle år afviger nedbøren væsentligt fra gennemsnittet. Årets mindste nedbør er målt i februar. Fra oktober eller begyndelsen af november er området snedækket, og afsmeltningen sker i slutningen af april og begyndelsen af maj.

## Historie
I begyndelsen af 1900-tallet blev der anlagt en flodhavne på den flade højre bred af Ob, hvor floddampere, der passerede kunne laste brændsel. I 1912 bestod Nizjnevartovskoje (russisk: Нижневартовское) af fem huse, med elleve beboere.
I september 1924 hed bebyggelsen Nizjnevartovskij (russisk: Нижневартовский) og fik officielt status som landsby. Den 29. september 1964 blev byen udnævnt til en arbejder bosættelse. Den 9. marts 1972 fik Nizjnevartovsk bystatus og fik det nuværende navn.
Den 1. august 2008 var der total solformørkelse i Nizjnevartovsk.

## Demografi
Befolkningsflertal i Nizjnevartovsk er russere (65,59%), efterfulgt af tatarer (9,66%) og ukrainere (8,34%). Mindre mindretal er basjkirere (3,61%), aserbajdsjanere (2,03%), hviderussere (1,43%) og tjuvasjere (1,03%).

### Befolkningsudvikling
| År   | Indbyggere |
| ---- | ---------- |
| 1970 | 15.663     |
| 1979 | 108.740    |
| 1989 | 241.457    |
| 2002 | 239.044    |
| 2010 | 251.694    |

Note: Tal fra folketællinger

## Økonomi
Tekst mangler, hjælp os med at skrive teksten